# Sissi (film)
Cet article concerne le film. Pour la vraie impératrice, voir Élisabeth de Wittelsbach.
Pour les articles homonymes, voir Sissi.
Série
Sissi impératrice
(1956)
Pour plus de détails, voir Fiche technique et Distribution.
Sissi est un film autrichien réalisé par Ernst Marischka en 1955.
Le film se base sur l'histoire d'amour de l'impératrice Sissi, jouée par Romy Schneider, et de l'empereur François-Joseph, joué par Karlheinz Böhm.

## Synopsis
Élisabeth de Wittelsbach, surnommée par sa famille Sissi, est la fille du duc Maximilien et de la duchesse Ludovica de Bavière. Du haut de ses quinze ans, Sissi a un très fort caractère et, peu importe ce qu'on lui interdit, elle le fera ! Elle a de nombreux petits frères et sœurs qu'elle aime et qui l'adorent en retour. Elle a une grande complicité avec son père et partage avec lui sa passion de l'équitation et l'amour de la nature. Au mois d’août 1853, l'archiduchesse Sophie qui est la mère de l'empereur François-Joseph, informe sa sœur la duchesse Ludovica qu'elle aimerait que la sœur aînée de Sissi, la princesse Hélène, dix-neuf ans, soit la future impératrice d'Autriche, ce qui ravit Hélène. La duchesse et Hélène, accompagnées de Sissi, partent alors pour Bad Ischl, où Hélène doit rencontrer l'empereur qui va célébrer son vingt-troisième anniversaire (sans en dire un mot au duc Maximilien). François-Joseph, aussi surnommé Frantz, annoncera ses fiançailles avec Hélène le même soir. Sissi ignore la raison de ce voyage et l'archiduchesse Sophie refuse que Sissi participe au bal ou à n'importe quel événement public, la jugeant trop jeune et un peu trop turbulente.
Alors que la Duchesse Ludovica et Hélène se préparent pour aller prendre le thé chez l'archiduchesse Sophie, Sissi est punie par sa mère qui ne supporte plus sa turbulence, mais elle désobéit et fait le mur pour aller pêcher. Mais le commandant Böckl, futur garde du corps de Sissi, la voit sortir par sa fenêtre et commence à se poser des questions. Il la suit au bureau de télégraphie et la soupçonne d'être une espionne pour un attentat qui se prépare. Sissi rencontre alors François-Joseph, ce qui est quelque peu inattendu : sa canne à pêche s'est accrochée à l'uniforme de l'empereur, et, alors qu'elle sort un outil pour tout arranger, le voilà qui lui propose de finir sa balade à pied avec elle. Frantz tombe immédiatement sous le charme de cette belle jeune fille dont il ignore l'identité, et le commandant ne cesse de le mettre en garde contre cette pauvre Sissi. Malheureusement, celui-ci doit la quitter pour aller rencontrer sa sœur Hélène, mais il lui propose de le retrouver à cinq heures le même après-midi. Ils se retrouvent donc pour se promener en forêt et François-Joseph révèle alors à Sissi qu'il est jaloux de l'homme qu'elle épousera et lui avoue qu'il l'aime. Il lui annonce alors qu'il doit épouser une jeune femme, et lui révèle que c'est la princesse Hélène de Bavière. Très gênée et ne voulant pas être un obstacle au mariage de sa sœur, Sissi prend la fuite, laissant François-Joseph seul dans la forêt. Lorsqu'elle revient de sa promenade, Hélène lui avoue que lors du bal, l'empereur annoncera ses fiançailles avec elle. Elle ne peut retenir ses larmes, alors sa mère, qui pense qu'elle est triste de ne pas avoir été invitée, lui annonce toute joyeuse qu'elle a été invitée au bal car le frère de l'empereur, le prince Karl Ludwig, a besoin d'une cavalière. Elle est finalement obligée d'assister à ce bal, et c'est là que François-Joseph découvre qui elle est ; il est très heureux de revoir la charmante inconnue de Possenhofen, et ne peut se retenir de la regarder. Lors du bal, Sissi est très mal à l'aise : l'empereur lui avoue alors encore une fois qu'il l'aime et qu'il veut l'épouser ; elle refuse de peur de faire du chagrin à sa sœur. Mais François-Joseph ne tient pas compte de l'avis de Sissi et annonce à sa mère l'archiduchesse Sophie sa ferme intention d'épouser la jeune Princesse de quinze ans. Sa mère est totalement sidérée par son choix. Pour elle, Sissi n'a rien d'une impératrice, ni d'une princesse par ailleurs : ce n'est qu'une enfant. Malgré le désaccord de sa mère, il ne change pas d'avis et c'est à Sissi qu'il offre les fleurs pour la danse du cotillon, annonçant officiellement ses fiançailles avec cette dernière. Hélène est brisée de chagrin et quitte le bal en larmes ; Sissi, elle, se plaint d'avoir été mise devant le fait accompli mais ne peut que se plier au désir de François-Joseph dont elle est amoureuse malgré tout.
Le mariage est donc en préparation mais Sissi n'est pas heureuse d'être fiancée ; elle culpabilise vis-à-vis d'Hélène, qui refuse d'ailleurs de rentrer chez elle et a préféré rester au palais. Sa mère tente de la rassurer en lui disant que c'est elle que François-Joseph aime et qu'elle doit en être heureuse. Hélène revient finalement à Possenhofen et rassure Sissi : elle ne lui en veut pas et lui souhaite un grand bonheur. Le 20 avril 1854, Sissi est présentée au peuple autrichien qui l'accueille avec beaucoup de gentillesse et de joie. Le 24 avril, le mariage est célébré dans l'église des Augustins où Sissi devient officiellement Impératrice d'Autriche à seize ans.

## Fiche technique
- Titre : Sissi
- Réalisation : Ernst Marischka
- Scénario : Ernst Marischka
- Photographie : Bruno Mondi
- Musique : Anton Profes
- Décors : Fritz Jüptner-Jonstorff
- Production : Karl Ehrlich
- Distribution : Société Nouvelle de Cinématographie (SNC)
- Pays d'origine : Autriche
- Langue : Allemand
- Format : Couleurs Agfacolor - Ratio : 1,37:1
- Genre : Comédie dramatique, Film romantique
- Durée : 102 minutes
- Dates de sortie : 
  -  Autriche : 21 décembre 1955
  -  France : 1er mars 1957
- Affiche : Pierre Levé (France)

## Distribution
- Romy Schneider (VF : Gilberte Aubry) : la princesse Élisabeth de Bavière dite Sissi
- Karlheinz Böhm (VF : Jean-Pierre Duclos) : l'empereur François-Joseph dit Franz
- Magda Schneider (VF : Lita Recio) : la duchesse Ludovica de Bavière
- Gustav Knuth (VF : André Valmy) : le duc Max de Bavière
- Uta Franz (VF : Lily Baron) : la princesse Hélène de Bavière
- Peter Weck (VF : Jacques Thébault) : l'archiduc Karl-Ludwig
- Vilma Degischer (VF : Lucienne Givry) : l'archiduchesse Sophie
- Erich Nikowitz (VF : Camille Guérini) : l'archiduc Franz-Karl
- Josef Meinrad (VF : Michel Roux) : le commandant Böckl
- Hilde Wagener : la baronne Wulfen

## Tournage
Le tournage se déroule en Autriche de fin août à novembre 1955, notamment au château de Schönbrunn à Vienne et à la Kaiservilla dans la station thermale de Bad Ischl.
Le château de Possenhofen en Bavière, où Sissi passe son enfance, n'est pas retenu car en mauvais état. Il est remplacé par le château de Fuschl (en) à Hof bei Salzburg, sur les bords du Fuschlsee. 
La scène du mariage à Vienne est également déplacée. L'intérieur de l'église Saint-Michel remplace celui de l'église des Augustins.

## Autour du film
- En plus des créations d'Anton Profes, l'accompagnement musical comprend de nombreuses œuvres classiques dont plusieurs valses de Johann Strauss, l'Alleluia du Messie de Georg Friedrich Haendel et l'intermezzo de l'opéra Carmen de Georges Bizet.
- Le film fait partie d'une trilogie avec Sissi impératrice (1956) et Sissi face à son destin (1957).
- Huit ans plus tard, dans le film Le Cardinal (1963) réalisé par Otto Preminger, Romy Schneider retrouvera les acteurs de Sissi suivants :
  - Josef Meinrad (le maladroit commandant Böckl, futur garde du corps de Sissi) y interprète l'archevêque viennois Theodor Innitzer qui fraye d'abord avec les nazis avant de se rendre compte qu'il a été manipulé ;
  - Peter Weck (un prétendant de Victoria dans Les Jeunes Années d'une reine, puis l'archiduc Charles-Louis, frère de l'empereur François-Joseph, beau-frère de Sissi épris d'elle dans leur tendre jeunesse) y joue Kurt Von Hartman, le mari d'Annemarie von Hartman (Romy Schneider), un banquier viennois qui se suicide sous ses yeux lorsque la Gestapo vient l'arrêter en raison de son ascendance juive ;
  - Vilma Degischer (l'archiduchesse Sophie, mère de l'empereur, belle-mère de Sissi) y interprète la sœur Wilhelmina, une nonne viennoise qui, à la demande de l’évêque Fermoyle (Tom Tryon), va accueillir Annemarie von Hartman (Romy Schneider) avant que celle-ci ne se livre aux nazis.